# لیتون، سامرست
لیتون (به انگلیسی: Litton) یک روستا و محله مدنی در بریتانیا است که در مندیپ واقع شده‌است. لیتون ۲۴۰ نفر جمعیت دارد.